# Natalia Gordienco
Natalia Gordienco, född 11 december 1987 i Chișinău, är en moldavisk sångerska och dansare som representerade Moldavien i Eurovision Song Contest 2006 i Aten tillsammans med Arsenie Toderas med bidraget "Loca". I finalen kom de på tjugonde plats (av 24 tävlande) med 22 poäng.
Hon släppte 2016 låten Habibi tillsammans med Mohombi.
Gordienco skulle egentligen,  fjorton år efter sin senaste medverkan, representera sitt land i Eurovision Song Contest 2020 i Rotterdam, denna gång som soloartist med låten "Prison". Hon skulle ha deltagit i den andra semifinalen den 14 maj 2020 om inte coronaviruspandemin hade brutit ut och ställt in tävlingen. Hon återvände dock till 2021 års tävling med låten "Sugar".